# Переяславский конноегерский полк (1803)
Переяславский конноегерский полк (до 1812 года — Переяславский драгунский полк) — кавалерийская воинская часть Русской императорской армии, сформированная в 1803 году и упразднённая в 1833 году.

## История
19 марта 1803 года приказано выделить по одному эскадрону из Ингерманландского, Киевского, Стародубовского и Кинбурнского драгунских полков и, дополнив их рекрутами,  сформировать 5-эскадронный Переяславский драгунский полк.
10 июня 1803 года полку пожалованы штандарты (один белый с зелёными углами и четыре зелёных с белыми углами, шитьё и бахрома золотые).
17 декабря 1803 года учреждён запасный полуэскадрон.
28 августа 1805 года выделен один эскадрон на сформирование Житомирского драгунского полка; взамен сформирован новый эскадрон.
8 ноября 1810 года запасный эскадрон упразднён.
17 декабря 1812 года полк переименован в Переяславский конноегерский полк. Штандарты велено сдать на хранение.
27 декабря 1812 года приказано привести полк в состав 6 действующих и 1 запасного эскадронов.
20 декабря 1828 года на гербы и пуговицы присвоен № 5.
18 октября 1829 года вместо запасного эскадрона приказано образовать пеший резерв.
2 апреля 1833 года приказано полк расформировать, в соответствие с Положением о переформировании кавалерии от 21 марта 1833 года. 1-й и 2-й эскадроны переданы в Гусарский Его Императорского Высочества Великого Князя Михаила Павловича полк, 3-й и 4-й эскадроны — в Павлоградский гусарский полк, 5-й и 6-й эскадроны и пеший резерв — в Казанский драгунский полк.

## Боевые действия
После начала русско-турецкой войны полк в составе Днестровской армии выступил в октябре 1806 года для занятия Бессарабии, Молдавии и Валахии.
22 июля 1810 года полк участвовал в неудачном штурме Рущука. 7 октября 1811 года направлен на правый берег Дуная, 9 октября участвовал в бою с турками у деревень Капитанеца и Киримбека.
Во время Отечественной войны 1812 года состоял в Дунайской армии.
Во время польского восстания полк в составе 1-й бригады 2-й конноегерской дивизии участвовал 2 февраля 1831 года в неудачном бою у местечка Сточек, во время которого полк обратился в бегство, оставив противнику орудия пешей артиллерии.

## Шефы полка
- 16.05.1803 — 23.05.1803 — генерал-майор Ярмерштет, Фёдор Фёдорович
- 23.05.1803 — 27.03.1814 — генерал-майор (с 15.06.1806 генерал-лейтенант) Засс, Андрей Павлович
- 26.01.1816 — 02.04.1833 — великий князь Михаил Павлович

## Командиры полка
- 12.10.1803 — 24.08.1806 — полковник Воинов, Григорий Саввич
- 27.12.1806 — 30.08.1807 — полковник граф Кинсона, Виктор Осипович
- 22.03.1810 — 20.10.1812 — подполковник де Бриньи, Егор Александрович
- 20.10.1812 — 28.12.1817 — полковник Цейдлер, Иван Богданович
- 28.12.1817 — 30.08.1824 — полковник Акинфов, Фёдор Владимирович
- 24.10.1824 — 13.01.1825 — полковник Берхман, Карл Иванович
- 13.01.1825 — 20.03.1826 — полковник фон Смиттен, Густав Густавович
- 25.08.1826 — xx.xx.1831 — полковник Новосильцев, Сергей Сергеевич
- 05.06.1831 — 02.04.1833 — полковник Буланин, Александр Яковлевич